# 伊藤聡美
伊藤 聡美（いとう さとみ、1988年5月31日 - ）は、日本の衣裳デザイナー。

## 経歴
1988年、千葉県生まれ。仕立て屋で働く母親の影響でファッションに興味を持ち、服飾科のある高校に進学する。高校を卒業後、2007年にエスモードジャポンのファッションクリエイティブ学部・総合学科に入学する。最初の授業で「趣味はフィギュアスケート観戦」と自己紹介したものの当時はモードの世界に関心があり、憧れていたデザイナーはアレキサンダー・マックイーンやジョン・ガリアーノだったという。在学中に神戸ファッションコンテスト2008で入賞し、副賞としてイギリスのノッティンガム芸術大学に留学する。
そのままヨーロッパのオートクチュールの店で仕事をしたいと思っていたが、滞在ビザの関係もあり日本に帰国する。進路に悩んでいた時に浅田真央の動画を見て、もともと好きだったフィギュアスケートの選手の衣裳デザインを志し、2011年、ダンス衣料大手のチャコットに入社する。2013年、今井遥のアイスショーで衣裳が採用されたのをきっかけに伊藤のフィギュア界での知名度が高まり、2015年に会社を辞めて独立する。
2015年からは羽生結弦の衣裳を毎年手がけるようになった。2019年には吉祥寺で展示会を開催。2020年3月に作品集『FIGURE SKATING ART COSTUMES』を刊行。2022年4月に第2作品集『MUSE ON ICE』が発売された。2022年に開催の「羽生結弦展2022」でも衣裳が展示された。
2022年7月、マダム・タッソー東京の羽生結弦フィギュアがリニューアルされ公開された。衣裳は伊藤がデザインし、2019年の世界選手権で使用された「Origin」が一般投票で選ばれた。
2023年6月には、「フィギュアスケート衣装デザイナー・伊藤聡美 10周年＆出版記念 コスチューム展」が、東京都新宿区の「早稲田スコットホールギャラリー」（会期：7月24日 - 8月6日）、および京都市中京区の「Gallery SUGATA」（会期：8月11日 - 8月27日）で開催されることが発表された。
2024年4月2日、自身のInstagramにて、フィギュアスケート2025-26シーズンを以って休業することを発表した。

## 衣裳提供
男性
宇野昌磨、鍵山優真、小松原尊、佐藤駿、ボーヤン・ジン、髙橋大輔
女性
浅田真央、今井遥、喜田純鈴、紀平梨花、小松原美里、島田麻央、白岩優奈、住吉りをん、竹野比奈、樋口新葉、本田真凜、松田悠良、三原舞依、宮原知子、村元哉中、エフゲニア・メドベージェワ、横井ゆは菜

## 作品集
- 『FIGURE SKATING ART COSTUMES』 KADOKAWA、2020年、ISBN 978-4046044631
- 『MUSE ON ICE』 ジー・ビー、2022年、ISBN 978-4910428154
- 『Yuzuru Hanyu's COSTUMES Made by Satomi Ito POSTCARD BOOK 上巻』 トゥーヴァージンズ、2023年、ISBN 978-4910352824
- 『Yuzuru Hanyu's COSTUMES Made by Satomi Ito POSTCARD BOOK 下巻』 トゥーヴァージンズ、2023年、ISBN 978-4910352831

## 出演
- セブンルール（2019年1月8日、関西テレビ）[2]